# Andrásfalu
Andrásfalu (szlovákul Liptovská Ondrašová) Liptószentmiklós város része Szlovákiában, a Zsolnai kerület Liptószentmiklósi járásában.

## Fekvése
A városközponttól 2 km-re északnyugatra, a Szentmáriai-víztározó északkeleti partján fekszik.

## Története
1286-ban említik először. A falu már a 13. században létezett, a Pongrácz család birtoka volt. Néhány 17-18. századi nemesi kúriája van.
A 18. század végén Vályi András így ír róla: „ANDRÁSFALVA. Tót falu Liptó Vármegyében, totúl Andrásova. Birtokosa Pongrátz Uraság, a’ kinek kastéllya is van itten; más nemes házakkal egyetemben, lakosai katolikusok, fekszik nem meszsze Vág vizétöl, Fűzesse hajdan a’ késértetekröl vala híres. Ambár e’ helységnek határja lejtős helyeken fekszik, mind az által jó termékenységű, elegendő legelője, fája hasonlóképen; Szent Miklós mező Várostól, 1/4 órányi járásra lévén, fuharozással, és kézi munkával is keresnek, ’s más javai is lévén, első Osztálybéli.”
Fényes Elek 1851-ben kiadott geográfiai szótárában így ír a faluról: „Andrásfalva, (Andrássova), tót falu, Liptó vgyében, a Vágh jobb partján: 199 kath., 380 evang., 1 ref. lak. – Kath. fiók-szentegyház. Földje a buzát, rozsot is megtermi. Van két urasági kastély. F. u. a Pongrácz család. Okolicsnához 1 1/2 óra.”
A trianoni diktátumig Liptó vármegye Liptószentmiklósi járásához tartozott.
1930-ban 9 magyar és 838 csehszlovák lakta. 1960-óta Liptószentmiklós része.

## Népessége
1880-ban 580-an lakták, ebből 34 magyar, 37 német és 484 szlovák anyanyelvű; továbbá 413 evangélikus, 135 római katolikus, 29 izraelita és 3 református vallású volt.
1890-ben 508 lakosából 27 magyar, 19 német és 460 szlovák anyanyelvű volt.
1900-ban 539 lakosából 40 magyar, 25 német és 474 szlovák anyanyelvű volt.
1910-ben 619-en lakták, ebből 42 magyar, 13 német és 564 szlovák anyanyelvű.
1921-ben 814 lakosából 23 magyar, 42 német, 5 zsidó, 729 csehszlovák, 2 egyéb és 13 állampolgárság nélküli volt.
1930-ban 867-en lakták: 9 magyar, 7 német, 838 csehszlovák és 13 állampolgárság nélküli; továbbá 477 evangélikus, 355 római katolikus, 5-5 izraelita és görög katolikus valamint 25 egyéb vallású volt.

## Nevezetességei
- Neogótikus római katolikus temploma 1911-ben épült.
- A Pongrácz-kápolna a 19. század közepén épült.
- Evangélikus temploma a 20. század elején épült.

## Lásd még
- Liptószentmiklós
- Andaháza
- Benic
- Bodafalu
- Deménfalu
- Illanó
- Kispalugya
- Okolicsnó és Sztosháza
- Plostin
- Verbic
- Vitálisfalu